# 细叶母草
细叶母草（学名：Lindernia tenuifolia），又名薄葉見風紅，为玄参科母草属下的一个种。

## 扩展阅读
- 維基物種上的相關：细叶母草